# Arhitektura u 1747.
◄◄ | ◄ | 1744. | 1745. | 1746. | 1747.  | 1748. | 1749. | 1750. | ► | ►►
Arhitektura • Astronomija • Biologija • Glazba • Kazalište • Kemija • Kiparstvo • Knjige • Književnost • Kršćanstvo • Medicina • Politika • Pravo • Promet • Slikarstvo • Znanost
Arhitektura u 1747.

## Hrvatska i u Hrvata

### Zgrade i druge građevine
- Izgrađena Crkva sv. Duje u Dujmovači, u Splitu

## Vanjske poveznice
|  | Zajednički poslužitelj ima još gradiva o temi Arhitektura u 1740-im |